# Gressoney-Saint-Jean
Gressoney-Saint-Jean – miejscowość i gmina we Włoszech, w regionie Dolina Aosty, w dolinie Val di Gressoney w Alpach Pennińskich.
Według danych na styczeń 2009 gminę zamieszkiwało 814 osób przy gęstości zaludnienia 11,8 os./1 km².